# Gora Nazarova
Gora Nazarova (englische Transkription von russisch Гора Назарова Gora Nasarowa) ist ein Nunatak in der antarktischen Ross Dependency. In der Nash Range ragt er unmittelbar nordwestlich des Powell Hill auf.
Russische Wissenschaftler benannten ihn. Der Namensgeber ist nicht überliefert.